# .il
.il là tên miền quốc gia cấp cao nhất (ccTLD) của Israel. Được điều hành bởi Hiệp hội Internet Israel.
Tên miền cấp cao nhất .il là một trong những tên miền đăng ký sớm nhất. Khi Israel đăng ký vào ngày 24 tháng 10 năm 1985, nó mang số thứ tự đăng ký là 3, chỉ sau .us và .uk, đăng ký sớm hơn vào cùng năm đó.

## Những tên miền cấp 2
Có 8 tên miền cấp 2:
- ac.il: Cơ quan học thuật
- co.il: Cơ quan thương mại
- org.il: Tổ chức phi lợi nhuận
- net.il: Nhà cung cấp dịch vụ Internet Israel
- k12.il: Trường học và mẫu giáo
- gov.il: Chính quyền và hệ thống chính quyền
- muni.il: Chính quyền địa phương
- idf.il: Quốc phòng Israel

## Kiểm duyệt ở Liên minh các Tiểu vương quốc Ả Rập
Etisalat, ISP của Liên minh các Tiểu vương quốc Ả Rập, khóa tất cả trang web với tên miền.il (tên miền quốc gia cấp cao nhất của Israel).